# إيبانيي- متز-تيسي
إيبانيي-متز-تيسي هي بلدية في إقليم سافوا العليا جنوب شرق فرنسا . تأسست البلدية في 1 يناير 2016 وتتكون من البلديات السابقة إيبانيي ومتز-تيسي.